# Hermann von Alvensleben
Hermann Karl Rudolf Gebhard von Alvensleben fue un teniente general prusiano que participó en la guerra austro-prusiana y en la guerra franco-prusiana. Comandó la 1.ª División de Caballería durante la batalla de Königgrätz y comandó varios Cuerpos de Ejército durante la guerra franco-prusiana.

## Origen
Hermann provenía de una familia noble alemana, la Casa de Alvensleben. Era hijo del teniente general prusiano Johann Friedrich Karl II von Alvensleben (1778-1831) y de su esposa Karoline, de soltera von Hirschfeld (1783-1849).

## Carrera militar
Tras visitar la Kadettenhaus Neubau, se unió al regimiento del Cuerpo de Guardias del Ejército prusiano el 28 de julio de 1827 como enseña. En 1866, lideró la 1.ª División de Caballería en el cuerpo de caballería del I. Ejército como Mayor General durante la guerra austro-prusiana. Después del final de la guerra fue promovido a teniente general y comandó la División de Caballería de la Guardia. El 5 de septiembre de 1867, Alvensleben se puso al cargo del Instituto Militar de Hannover y fue nombrado director el 14 de diciembre de 1867. Durante la guerra franco-prusiana en julio de 1870, Alvensleben era el gobernador general en el I, II, III y X Cuerpos a las órdenes del general Eduard Vogel von Falckenstein. Un mes después, fue dirigido a Bremen para organizar la guardia costera desde Dorum a Emden. Alvensleben fue liberado de este puesto a finales de marzo de 1871 y puesto en la lista de retirados el 15 de abril de 1871. Retornó a Schochwitz y vivió ahí hasta su muerte el 8 de enero de 1887.

### Legado
La Alvenslebenstrasse en Hannover fue nombrada en su honor.

## Familia
Alvensleben se casó con Karoline von Kalitzsch (1814-1878) el 6 de octubre de 1836 en Dobritz. La pareja produjo diez hijos, incluyendo:
- Busso (1840-1870), teniente primero prusiano, fallecido en La Blanchette ⚭ 1865 Jenny Kukein (1848-1868)
- Ludolf (1844-1912), Mayor General ⚭ Antoinette Freiin von Ricou (1870-1950)
- Mechtild (1859-1941) ⚭ 1890 Alkmar II. von Alvensleben (1841-1898), teniente general prusiano
- Gertrud (1852-1946) ⚭ 1878 Heinrich Bartels (1848-1914), señor de Langendorf
- Elsbeth (1856-1945) ⚭ 1886 Alexander von Schwarzenberg-Hohenlandsberg (1842-1918)